# System Parameter Register Memory
Con il termine System Parameter Register Memory (SPRM) si indicano i registri di memoria che contengono i parametri di configurazione di un lettore DVD come, per esempio, la lingua di default scelta per i menu, la traccia audio o il sottotitolo selezionati, ecc. La loro inizializzazione avviene nel momento in cui il DVD viene avviato e l'utente esegue alcune operazioni su di esso.

## I codici SPRM
Gli SPRM sono generalmente 24 e sono indicati da un codice numerico fra 0 e 23, che identifica un valore specifico, qui sotto sono elencati i primi due:
| Codice | Sigla | Descrizione        | Significato                               | Valori restituiti                                                     |
| ------ | ----- | ------------------ | ----------------------------------------- | --------------------------------------------------------------------- |
| 0      |       | Menu Language Code | La lingua impostata per i menu            | ISO 639 code (per esempio, 26996 per l'italiano, 25966 per l'inglese) |
| 1      | ASTN  | Audio Track Number | Il numero della traccia audio selezionata | Un numero da 0 a 7. 15 se non è selezionata alcuna traccia            |

## Utilizzo degli SPRM
I codici SPRM sono utilizzati nel linguaggio DVD script per realizzare funzioni avanzate. Tutti i programmi professionali per l'authoring di DVD (per esempio, Sony DVD Architect, DVDit, Apple DVD Studio) sono in grado di incorporare script DVD all'interno dei Menu, dei pulsanti e all'avvio del DVD o dei suoi contenuti. In questo ambito, i codici SPRM sono spesso utilizzati per decidere quale menu, lingua e sottotitoli attivare in base alla lingua impostata sul lettore DVD.